# رقية ديالو
رقية ديالو (بالفرنسية: Rokhaya Diallo)‏ (من مواليد 10 أبريل 1978 في باريس) هي صحفية وناشطة فرنسية مناهضة للعنصرية وداعمة للنسوية. شاركت في تأسيس جمعية Les Indivisibles، وهي مؤلفة للعديد من الكتب والأفلام الوثائقية الهادفة.
تسببت مواقفها المعارضة لقانون الرموز الدينية في المدارس الحكومية الفرنسية أو الداعمة للاجتماعات «غير المختلطة»، أو تصريحاتها حول «عنصرية الدولة» في فرنسا أو صلتها بحركة السكان الأصليين في الجمهورية في العديد من الخلافات العامة.